# Max Laurence

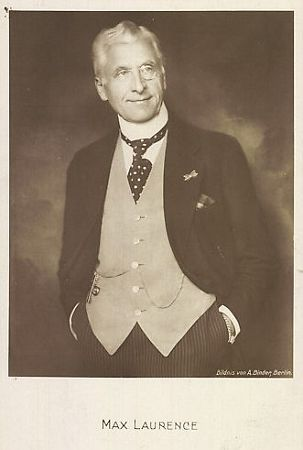
Laurence, etwa 1916

Max Laurence, auch Max Lawrence (* 7. August 1852 in Berlin als Friedrich Rudolph Max Lorenz; † 25. Juni 1926 ebenda) war ein deutscher Schauspieler.

## Leben
Er besuchte die Kunstakademien von Berlin und Düsseldorf, wo er sich zum Maler ausbilden ließ. Laurence wurde dann aber 1871 Schauspieler, der sein erstes Engagement in Magdeburg erhielt. Er spielte dann in Danzig, Nürnberg, Amsterdam und Breslau.
1882 nahm er an einer Amerikatournee teil und blieb dann bis 1892 in den USA. Dort spielte er unter anderem für Friedrich Haase und Friedrich Mitterwurzer. Er war fünf Jahre als Schauspieler und Regisseur am Lyceum Theatre in New York beschäftigt, zuletzt arbeitete er in San Francisco.
Wieder in Deutschland, ging er an das Neue Theater in Berlin und spielte 1895 bis 1899 am Schillertheater, außerdem am Centraltheater und am Trianontheater. Seit Beginn des Ersten Weltkrieges betätigte er sich auch als Kabarettist.
Im Alter von fast 60 Jahren wurde Laurence noch ein vielbeschäftigter Filmschauspieler. Er mimte vorzugsweise Adlige und andere Honoratioren, so den Fürsten Hohenfels in dem Abenteuerfilm Die Augen der Mumie Ma. Nach einem Schlaganfall mit linksseitiger Lähmung als Folge musste Laurence seine schauspielerische Aktivität beenden.
Laurence war in erster Ehe von 1875 bis zur Scheidung 1880 mit der Schauspielerin Dorothea Anna Auguste Pauline Knack (1848–1892) und in zweiter Ehe seit 1881 mit Maria Auguste Sophie Lüdecke (1857–1927) verheiratet.

## Filmografie
- 1912: Die Kinder des Generals
- 1913: Die Eisbraut
- 1913: Wo ist Coletti?
- 1913: Amerika – Europa im Luftschiff
- 1914: Deutsche Helden
- 1914: Fräulein Leutnant
- 1914: Hans und Hanni
- 1914: Zweite Tür links
- 1915: Über alles – das Recht
- 1915: Die Wellen schweigen
- 1916: Welker Lorbeer
- 1916: Der Ring des Schicksals
- 1916: Ein einsam Grab
- 1916: Der gelbe Ulster
- 1917: Höhenluft
- 1918: Das verschwundene Diadem. 1. Teil
- 1918: Der Fluch des Spiels
- 1918: Das Mädchen vom Kaufhaus X
- 1918: Der Cowboy
- 1918: Zigeunerweisen
- 1918: Nur um tausend Dollar
- 1918: Verlorene Töchter
- 1918: Die Augen der Mumie Ma
- 1918: Das Tagebuch einer Verlorenen
- 1918/19: Kain (4 Teile)
- 1919: Die goldene Lüge
- 1919: Zwischen Lachen und Weinen
- 1919: Ich lasse dich nicht
- 1919: Das Spielzeug der Zarin
- 1919: Veritas vincit
- 1919: Zwischen zwei Welten
- 1919: Blondes Gift
- 1919: Pro domo, das Geheimnis einer Nacht
- 1919: Sinnesrausch
- 1919: Der große Coup
- 1919: Moderne Töchter
- 1919: Die Tarantel
- 1919: Der Weltmeister
- 1919: Das Geheimnis des Amerika-Docks
- 1919: Die Apachen
- 1920: Oberst Chabert
- 1920: Indische Rache
- 1920: Ferréol. Ein Kampf zwischen Liebe und Pflicht
- 1920: Der letzte Sonnensohn
- 1920: Zigeunerblut
- 1920: Das fliegende Auto
- 1921: Pique Sieben
- 1921: Herz König
- 1922: Jimmy, ein Schicksal von Mensch und Tier
- 1922: Der Kampf ums Ich
- 1923: Die Frau mit den Millionen